# هورشت والتر
هورشت والتر (به آلمانی: Horst Walter) بازیکن فوتبال و مهاجم اهل آلمان شرقی بود که از سال ۱۹۶۲ میلادی عضو تیم ملی فوتبال آلمان شرقی بوده‌است. وی در ۱ بازی ملی حضور داشته و در بازی‌های ملی‌اش گلی به ثمر نرساند. هورشت والتر آخرین بازی ملی خود را در سال ۱۹۶۲ میلادی انجام داد.